# Municipio de Hillyard
El municipio de Hillyard (en inglés: Hillyard Township) es un municipio ubicado en el condado de Macoupin en el estado estadounidense de Illinois. En el año 2010 tenía una población de 686 habitantes y una densidad poblacional de 7,32 personas por km².

## Geografía
El municipio de Hillyard se encuentra ubicado en las coordenadas 39°7′52″N 89°58′13″O / 39.13111, -89.97028. Según la Oficina del Censo de los Estados Unidos, el municipio tiene una superficie total de 93.73 km², de la cual 93,53 km² corresponden a tierra firme y (0,22 %) 0,2 km² es agua.

## Demografía
Según el censo de 2010, había 686 personas residiendo en el municipio de Hillyard. La densidad de población era de 7,32 hab./km². De los 686 habitantes, el municipio de Hillyard estaba compuesto por el 79,3 % blancos, el 18,66 % eran afroamericanos, el 0,58 % eran amerindios, el 0,29 % eran asiáticos, el 0,44 % eran de otras razas y el 0,73 % eran de una mezcla de razas. Del total de la población el 1,02 % eran hispanos o latinos de cualquier raza.